# Henri Fabre (Journalist)

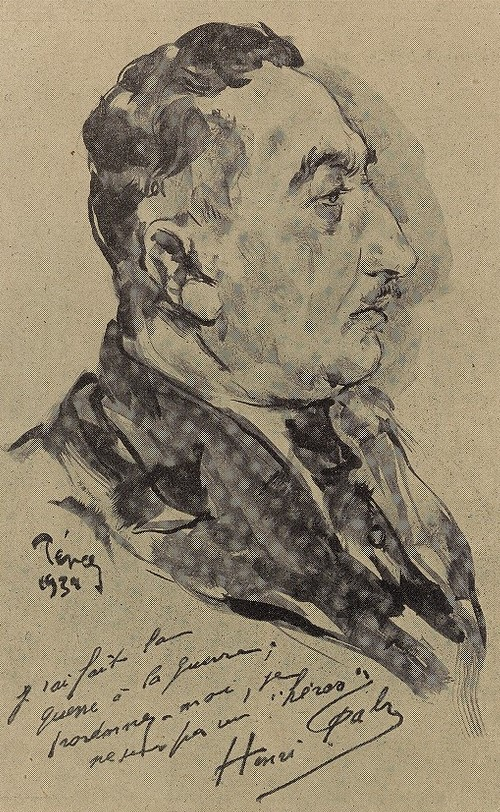
Henri Fabre (Zeichnung von Pérely in Les Hommes du jour vom 1. März 1934)

Henri Fabre, Pseudonym Henri Dayen, (* 14. Juli 1876 in Ayen; † 25. November 1969 in Brive-la-Gaillarde) war ein französischer Journalist. Er war Mitbegründer des Magazins Les Hommes du jour und der Lokalzeitung La Corrèze républicaine et socialiste.

## Leben
Henri Fabre wurde in der Corrèze als Sohn von Agathe Poullot und des berittenen Gendarmen François Fabre geboren. Mit 13 Jahren verließ er die Corrèze und ging nach Paris, wo er als Laborjunge und Büroangestellter arbeitete. Als er anfing, Artikel an Zeitungen zu schicken, wurde er entlassen. Er ging zunächst nach Lyon, wo er 1896 die Zeitung La Jeunesse nouvelle gründete. Gleichzeitig veröffentlichte er Artikel in Sébastien Faures Le Libertaire. Nach seiner Rückkehr nach Paris arbeitete er an Publikationen wie Le Dictionnaire La Châtre und La Guerre soiale und gründete 1908 zusammen mit Victor Méric Les Hommes du jour.
Am 18. Februar 1915 heiratete er in Chelles Lucienne Vauvert. 1916 gründete er das Journal du peuple, das eine pazifistische und libertäre Tendenz hatte und bis 1929 bestand. Fabre, der den Krieg ablehnte, begrüßte die Oktoberrevolution in Russland. Danach zog er nach Brive, wo er 1918 die Wochenzeitung La Corrèze républicaine et socialiste gründete.
Auf dem Kongress von Tours (Dezember 1920) trat er der Section française de l'Internationale communiste (Französische Sektion der Kommunistischen Internationale, wenig später umbenannt in Französische Kommunistische Partei) bei, wurde aber im Oktober 1922 ausgeschlossen.
Nach dem Zweiten Weltkrieg war er vornehmlich im Lokaljournalismus aktiv – er war bis 1966 Direktor des Corrèze républicaine et socialiste – und genoss einen Ruf als Doyen des französischen Journalismus’.